# Karerpass
Karerpass (italsky Passo di Costalunga, ladinsky Jouf de Ciareja) je horské sedlo o nadmořské výšce 1745 m mezi masivy Rosengarten a Latemar v italských Dolomitech. Propojuje údolí Eggental s údolím Fassatal (italsky Val di Fassa) a tím i autonomní provincie Trento a Bolzano. Těsně pod sedlem v údolí Eggental se nalézá jezero Karersee (italsky Lago di Carezza).

## Historie
Karerpass je jedním z alpských průsmyků používaných již ve starověku, ačkoli nikdy neměl prvořadý význam a byl používán jen místními pastýři. Význam Karerpassu pro regionální obchod se zvýšil až ve středověku, kdy je cesta přes Karerpass v dokumentu z roku 1387 označena jako silnice.
V roce 1861 se začalo s výstavbou Karerpassstraße, ale stavební práce byly dlouhou dobu prováděny pouze v údolí, takže se silnice prodloužila do roku 1884 do obce Welschnofen. V dalším desetiletí byl v roce 1895 Karerpass překročen, ale až v roce 1896 bylo možné Karerpassstraße využít pro dpravu zboží mezi obcemi Birchabruck a Vigo di Fassa. V roce 1930 byla silnice rozšířena ze 3 m na šest a výrazně zlepšen povrch. V poslední době bylo nutné provést rozsáhlou modernizaci ukončenou v pozdním podzimu roku 1986.